# Eleições estaduais no Pará em 1954
As eleições estaduais no Pará em 1954 aconteceram em 3 de outubro como parte das eleições gerais no Distrito Federal, em 20 estados e nos territórios federais do Acre, Amapá, Rondônia e Roraima. Foram eleitos os senadores Álvaro Adolfo e Magalhães Barata, além de nove deputados federais e trinta e sete deputados estaduais.
Quatro anos após ser derrotado por uma coligação entre seus adversários, o PSD paraense assimilou as lições do passado ao sair da "zona de conforto" e firmar a Aliança Social Democrática com o PRP e assim reelegeu os senadores vitoriosos em 1945 e obteve dois terços das vagas do estado na Câmara dos Deputados, embora a realização de eleições suplementares em 6 de fevereiro de 1955 tenha modificado esse percentual.
Nascido no município cearense de São Benedito, o advogado Álvaro Adolfo estudou no Liceu do Ceará e iniciou o curso de Direito na Universidade Federal do Ceará, entretanto concluiu a graduação na Universidade Federal do Pará, para onde foi transferido. Professor da referida instituição, foi consultor jurídico do estado e integrou a seccional da Ordem dos Advogados do Brasil. Iniciou sua carreira política na Primeira República Brasileira como aliado de Magalhães Barata. Graças a tal vínculo foi eleito deputado estadual em 1912 e senador estadual em 1924. Afastado da vida pública durante o Estado Novo, foi criador de gado zebu na Ilha de Marajó. Voltou à política em 1945 ao eleger-se senador pelo PSD ajudando a elaborar a Constituição de 1946 sendo agora reeleito.
A outra cadeira de senador coube a Magalhães Barata. Natural de Belém, migrou à cidade do Rio de Janeiro a fim de ingressar na Escola Militar do Realengo onde se formou em 1911. Comandante de uma guarnição militar no Oiapoque antes de retornar à então capital federal, participou do Tenentismo e da Revolução de 1930. Após esse evento tornou-se interventor federal no Pará até 1935 retornando ao cargo em 1943 nele ficando até o fim do Estado Novo. Eleito senador pelo PSD em 1945, perdeu a eleição para o governo paraense em 1950, mas foi reeleito senador quatro anos depois.

## Resultado da eleição para senador
Segue-se a votação para senador com informações extraídas do Tribunal Superior Eleitoral.
| Candidatos a senador da República | Candidatos a suplente de senador | Número | Coligação           | Votação | Percentual |
| --------------------------------- | -------------------------------- | ------ | ------------------- | ------- | ---------- |
| Álvaro Adolfo PSD                 | Acrísio Corrêa PSD               | -      | PSD (sem coligação) | 88.610  | 29,78%     |
| Magalhães Barata PSD              | Waldir Bouhid PSD                | -      | PSD (sem coligação) | 87.991  | 29,57%     |
| Epílogo de Campos UDN             | Herminio Pessoa UDN              | -      | UDN (sem coligação) | 42.468  | 14,27%     |
| Augusto Meira PSP                 | Miguel José Filho PSP            | -      | PSP (sem coligação) | 40.675  | 13,67%     |
| Paulo Maranhão PSP                | Cattete Pinheiro PSP             | -      | PSP (sem coligação) | 37.812  | 12,71%     |

## Deputados federais eleitos
São relacionados os candidatos eleitos com informações complementares da Câmara dos Deputados.

Representação eleita
  PSD: 6
  PSP: 3

| Deputados federais eleitos | Partido | Votação | Percentual | Cidade onde nasceu | Unidade federativa  |
| Lameira Bittencourt        | PSD     | 20.347  |            | Lisboa             | Portugal            |
| Lopo de Castro             | PSP     | 11.563  |            | Belém              | Pará                |
| Deodoro de Mendonça        | PSP     | 10.469  |            | Cametá             | Pará                |
| Nelson Parijós             | PSD     | 9.732   |            | Cametá             | Pará                |
| Armando Corrêa             | PSD     | 9.071   |            | Belém              | Pará                |
| João Menezes               | PSD     | 8.143   |            | Belém              | Pará                |
| Virgínio Santa Rosa        | PSP     | 8.029   |            | Belém              | Pará                |
| Teixeira Gueiros           | PSD     | 7.294   |            | São Bento do Norte | Rio Grande do Norte |
| Paulo Bentes               | PSD     | 6.066   |            | Manaus             | Amazonas            |

## Deputados estaduais eleitos
Foram eleitos 37 deputados estaduais.

Representação eleita
  PSD: 12
  PSP: 9
  PTB: 6
  UDN: 5
  PRP: 3
  PR: 2

Fonteː
| Deputados estaduais eleitos          | Partido | Votação | Percentual | Cidade onde nasceu   | Unidade federativa |
| Santino Sirotheau Corrêa             | PSD     | 4.209   | 1,41%      | Santarém             | Pará               |
| Waldemir Alves de Santana            | PTB     | 3.470   | 1,16%      | Manaus               | Amazonas           |
| Elias Ribeiro Pinto                  | PTB     | 3.142   | 1,05%      | Santarém             | Pará               |
| Fernando Rebelo Magalhães            | PSP     | 2.823   | 0,94%      | Tucuruí              | Pará               |
| Abel Figueiredo                      | PSP     | 2.816   | 0,94%      | Soure                | Pará               |
| Cattete Pinheiro                     | PSP     | 2.772   | 0,93%      | Monte Alegre         | Pará               |
| Acindino Pinheiro de Campos          | PSD     | 2.664   | 0,89%      | Curuçá               | Pará               |
| Moura Carvalho                       | PSD     | 2.663   | 0,89%      | Belém                | Pará               |
| Francisco Siqueira Mendes Pereira    | PSD     | 2.648   | 0,88%      | Cametá               | Pará               |
| Max Nelson de Parijós                | PSD     | 2.520   | 0,84%      | Cametá               | Pará               |
| Simpliciano Fernandes de Medeiros Jr | PSP     | 2.483   | 0,83%      | Igarapé-Miri         | Pará               |
| João Pires Camargo                   | PSD     | 2.377   | 0,79%      | Abaetetuba           | Pará               |
| Benedito José de Carvalho            | PSD     | 2.365   | 0,79%      | Moju                 | Pará               |
| Stélio Maroja                        | PSP     | 2.218   | 0,74%      | Bragança             | Pará               |
| Clóvis Ferro Costa                   | UDN     | 2.153   | 0,72%      | Passagem Franca      | Maranhão           |
| Dionísio Octávio Bentes de Carvalho  | PSD     | 2.068   | 0,69%      | Capanema             | Pará               |
| Raimundo Maurício da Silva Neves     | PSD     | 2.024   | 0,68%      | Tomé-Açu             | Pará               |
| Moura Palha                          | PSD     | 2.007   | 0,67%      | Belém                | Pará               |
| Raimundo da Costa Chaves             | PSP     | 1.961   | 0,65%      | Breu Branco          | Pará               |
| Pedro Boulhosa Sobrinho              | PRP     | 1.952   | 0,65%      | Santa Izabel do Pará | Pará               |
| Victor Hilário da Paz                | PSP     | 1.947   | 0,65%      | Santarém             | Pará               |
| Jorge Daniel Souza Ramos             | PSD     | 1.927   | 0,64%      | Bragança             | Pará               |
| Aníbal Duarte d'Oliveira             | PRP     | 1.889   | 0,63%      | Salvador             | Bahia              |
| José Jacintho Aben-Athar             | PSP     | 1.844   | 0,61%      | Gurupá               | Pará               |
| Armando Carneiro                     | PSD     | 1.837   | 0,61%      | Tocantinópolis       | Tocantins          |
| Manoel Cassiano de Lima              | PRP     | 1.800   | 0,60%      | Santana do Araguaia  | Pará               |
| Antônio Vilhena de Souza             | PTB     | 1.749   | 0,58%      | Itaituba             | Pará               |
| Joaquim Serrão de Castro Filho       | PSP     | 1.556   | 0,52%      | Belém                | Pará               |
| José Manuel Reis Ferreira            | UDN     | 1.548   | 0,52%      | Tailândia            | Pará               |
| Wilson Pedrosa Amanajás              | UDN     | 1.494   | 0,50%      | Marabá               | Pará               |
| Avelino Máximo Martins               | UDN     | 1.330   | 0,44%      | Redenção             | Pará               |
| José Neves Acioli Ramos              | PR      | 1.315   | 0,44%      | Oriximiná            | Pará               |
| José Ciríaco Gurjão Sampaio          | PR      | 1.310   | 0,44%      | Novo Repartimento    | Pará               |
| Abel Martins e Silva                 | UDN     | 1.281   | 0,43%      | Belém                | Pará               |
| Efraim Ramiro Bentes                 | PTB     | 986     | 0,33%      | Paragominas          | Pará               |
| Silas Pestana Pinheiro               | PTB     | 902     | 0,30%      | Ipixuna do Pará      | Pará               |
| Geraldo Manso Palmeira               | PTB     | 874     | 0,29%      | Belém                | Pará               |